# Усин, Владимир Александрович
Владимир Александрович Усин — советский хозяйственный, государственный и политический деятель.

## Биография
Родился в 1927 году в Новоузенском районе Саратовской области. Член КПСС.
С 1942 года — на хозяйственной, общественной и политической работе. В 1942—1990 гг. — рабочий, тракторист Новоузенской МТС, председатель районного комитета по физической культуре и спорту, 2-й секретарь Новоузенского РК ВЛКСМ, инструктор райкома КПСС, председатель колхоза «Луч Октября», директор совхоза им. Радищева Новоузенского района, первый секретарь Новоузенского райкома КПСС, первый заместитель председателя Саратовского облисполкома, председатель Саратовского областного комитета народного контроля.
Избирался депутатом Верховного Совета СССР 9-го созыва. Делегат XXV съезда КПСС.
Умер в 2012 году.